# 代赛涅
代赛涅（法語：Désaignes，法語發音：[dezɛɲ]）是法国阿尔代什省的一个市镇，属于罗讷河畔图尔农区。

## 地理
代赛涅（44°59'41"N, 4°31'1"E）面积50.72 平方千米，位于法国奥弗涅-罗讷-阿尔卑斯大区阿尔代什省，该省份为法国东南部内陆省份，北起顺时针与卢瓦尔省、伊泽尔省、德龙省、沃克吕兹省、加尔省、洛泽尔省和上盧瓦爾省接壤。
与代赛涅接壤的市镇（或旧市镇、城区）包括：拉巴蒂当多尔、拉马斯特尔、诺济耶尔、圣阿格雷沃、圣巴西勒、圣热尔当多尔、圣普里、圣让鲁尔。

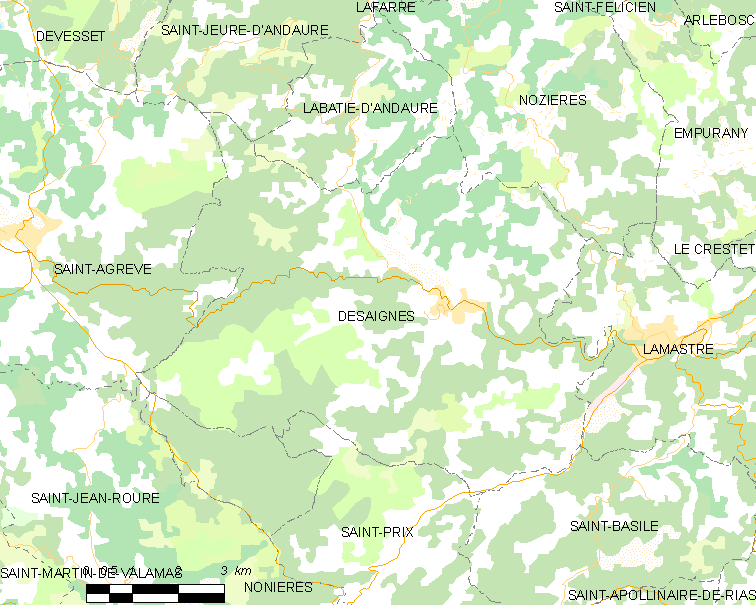
代赛涅的OSM定位图

代赛涅的时区为UTC+01:00、UTC+02:00（夏令时）。

## 行政
代赛涅的邮政编码为07570，INSEE市镇编码为07079。

## 政治
代赛涅所属的省级选区为上维瓦赖县。

## 人口

1962-2008年间代赛涅人口变化图示

代赛涅于2022年1月1日时的人口数量为1145人。